# Fiesta Bowl

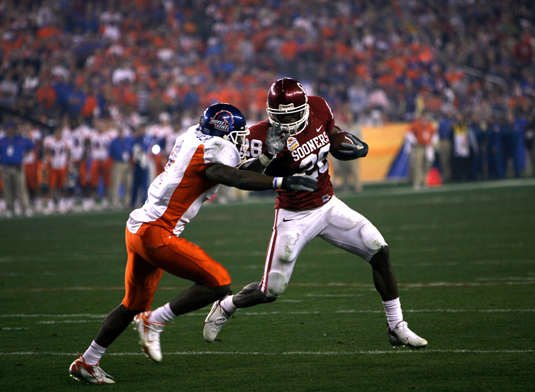
Fiesta Bowl 2007, Boise State Broncos vs. Oklahoma Sooners

Der Fiesta Bowl ist ein seit 1971 ausgetragenes Spiel im College Football, dem Hochschulspielbetrieb der National Collegiate Athletic Association (NCAA) im American Football in den USA, das jedes Jahr meist zwischen dem 1. und 3. Januar stattfindet. Es zählt zu den rund 30 sogenannten Bowl-Spielen in der Nachsaison (post season), in denen nach dem Ende der regulären Saison Mannschaften nach bestimmten Auswahlkriterien gegeneinander antreten und um eine Trophäe spielen. Der Fiesta Bowl gehört dabei zur Bowl Championship Series, einer Serie von fünf ausgewählten und besonders prestigeträchtigen Bowl-Spielen. Ausgetragen wird der Fiesta Bowl seit dem Jahr 2007 im ein Jahr zuvor eröffneten University of Phoenix Stadium in Glendale, Arizona, das auch vom NFL-Team der Arizona Cardinals genutzt wird. Vorheriger Austragungsort war das Sun Devil Stadium in Tempe, Arizona.

## Historische Informationen

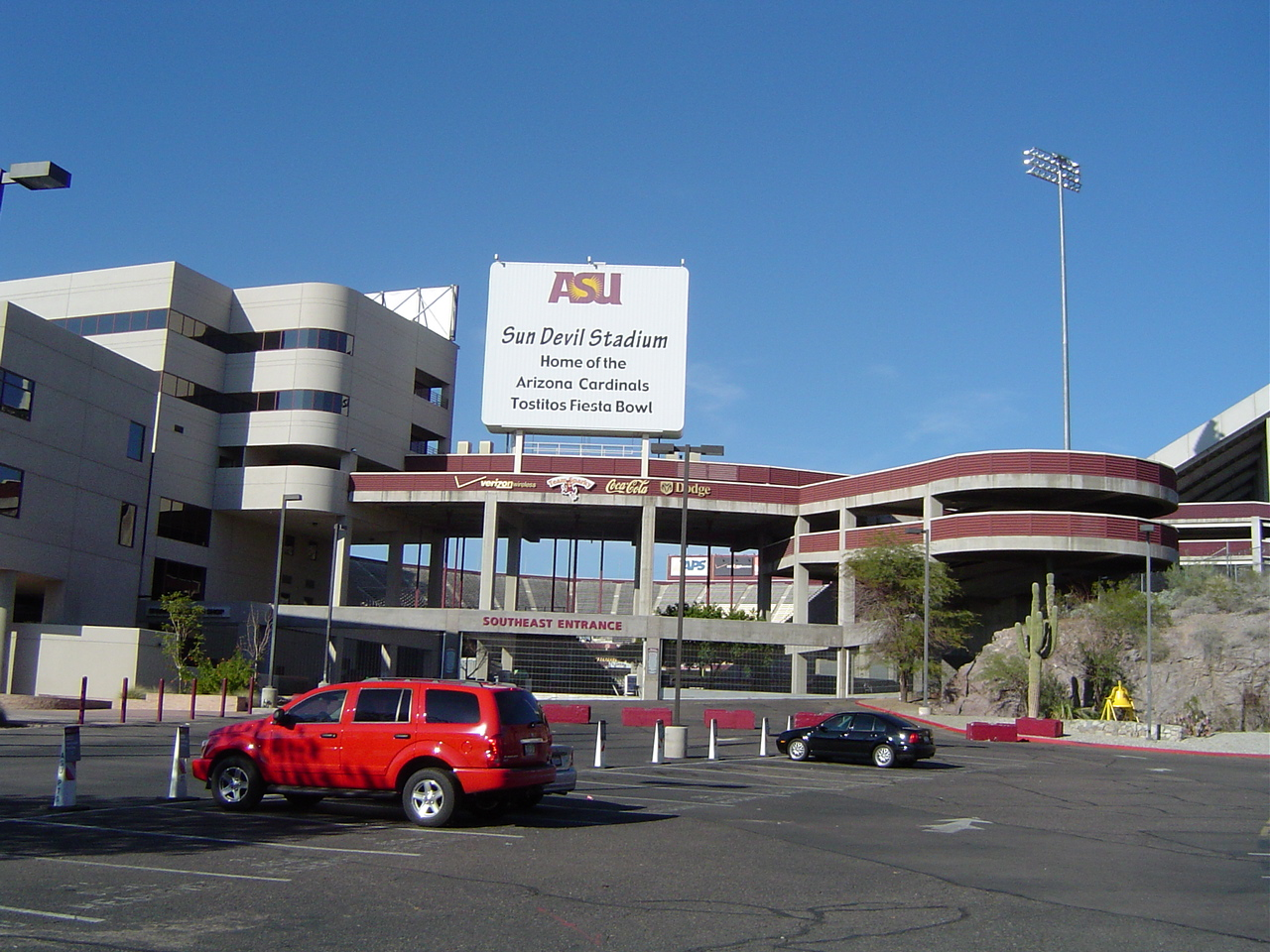
Das Sun Devil Stadium in Tempe, Arizona, Austragungsort des Fiesta Bowls von 1971 bis 2006

Der Fiesta Bowl entstand durch seit 1968 laufende Bestrebungen von Universitätsfunktionären, Sportjournalisten und Lokalpolitikern, in Phoenix, der Hauptstadt des US-Bundesstaates Arizona, ein Bowl-Spiel zu etablieren. Ein weiterer Grund waren Bemühungen der 1962 gegründeten Western Athletic Conference (WAC), für ihre Siegermannschaften Einladungen zu einem Bowl zu erhalten. Aufgrund dessen war für den 1971 erstmals ausgetragenen Fiesta Bowl bis 1978 vertraglich festgelegt, dass in diesem Spiel der Sieger der WAC gegen eine andere Mannschaft spielen sollte. Weitere Gründe für die Entscheidung der NCAA zugunsten des Fiesta Bowls waren die vorgeschlagenen gemeinnützigen Aktivitäten im Zusammenhang mit dem Spiel und die Tatsache, dass zur damaligen Zeit mit dem Rose Bowl nur ein einziges Bowl-Spiel außerhalb des Südens der Vereinigten Staaten stattfand.
Bereits 1975 kam es mit dem Spiel zwischen der Mannschaft der Arizona State University als WAC-Champion und der Mannschaft der University of Nebraska-Lincoln als Co-Champion der Big Eight Conference erstmals zu einem Aufeinandertreffen von zwei Top-5-Mannschaften und damit zu einer hochkarätigen Ansetzung. Nachdem die Mannschaften der University of Arizona und der Arizona State University 1978 von der WAC in die Pacific-10 Conference gewechselt hatten, endete die Bindung des Fiesta Bowls an die WAC. Durch die dadurch wegfallenden Einschränkungen bei der Auswahl der teilnehmenden Mannschaften gelang es den Veranstaltern des Fiesta Bowls auch in den folgenden Jahren, durch Einladungen an gut platzierte Mannschaften attraktive Spiele zu organisieren. Im Jahr 1981 erfolgte deshalb die Verlegung des Austragungstermins von der Zeit zwischen Weihnachten und Neujahr auf die Tage nach dem Jahreswechsel, dem Zeitraum für die als major bowls bezeichneten höher bewerteten Bowl-Spiele.

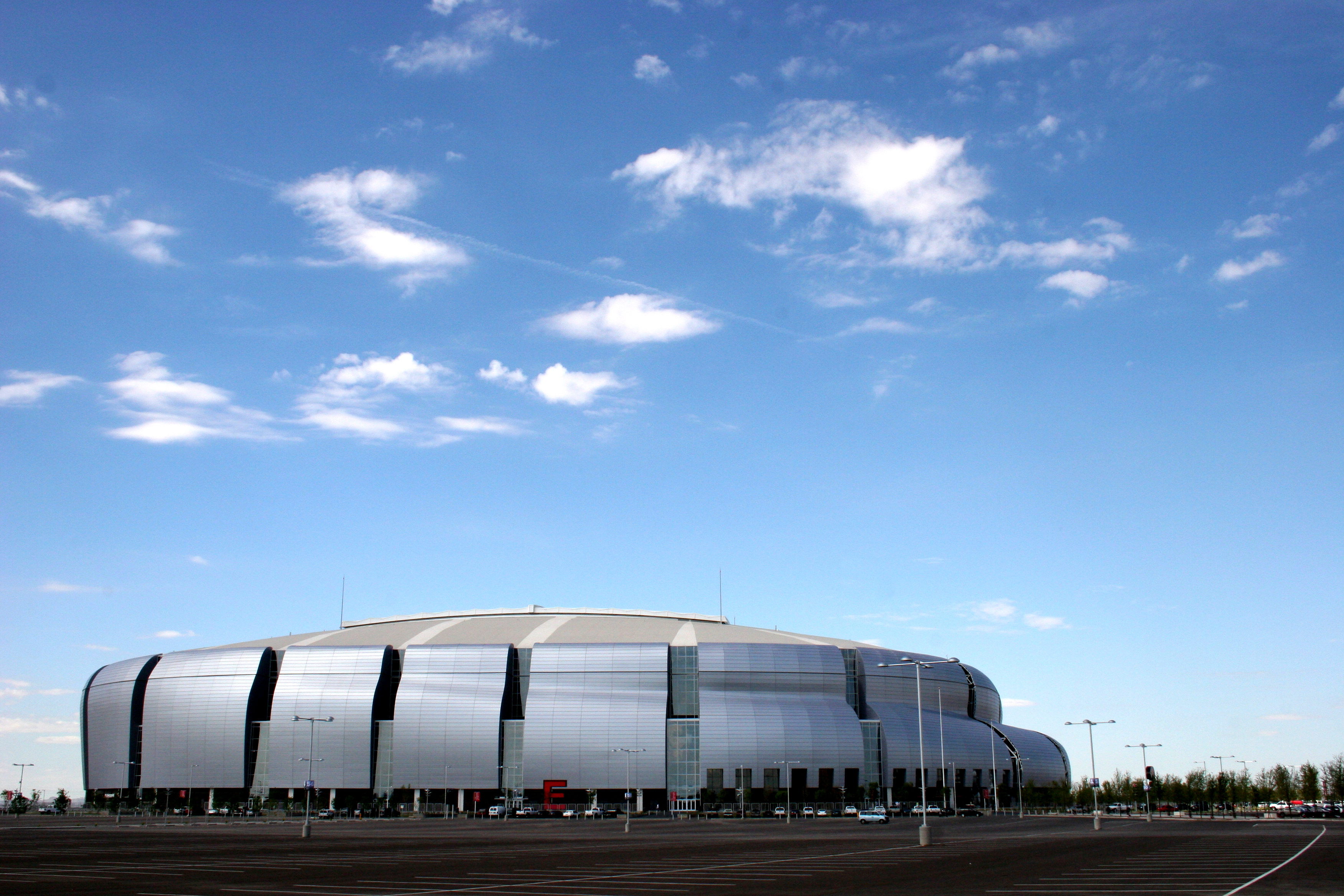
Das University of Phoenix Stadium in Glendale, Arizona, Spielstätte des Fiesta Bowls seit 2007

Der Durchbruch für den endgültigen Aufstieg des Fiesta Bowls zu einem der wichtigsten Bowl-Spiele erfolgte 1986, als die beiden nach der regulären Saison bestplatzierten Mannschaften der University of Miami und der Pennsylvania State University sich bereit erklärten, im Fiesta Bowl am 2. Januar 1987 um den Titel des Landesmeisters (National Champion) zu spielen. Die anderen vier major bowls zu dieser Zeit, der Cotton Bowl, der Orange Bowl, der Sugar Bowl und der Rose Bowl, waren durch vertragliche Verpflichtungen an bestimmte Conferences gebunden. Das Spiel, das die Mannschaft der Pennsylvania State University mit 14 zu 10 gewann, erzielte die höchste TV-Einschaltquote in der Geschichte des College Footballs. Bereits zwei Jahre später gelang es den Organisatoren des Fiesta Bowls erneut, mit dem Spiel zwischen den Mannschaften der University of Notre Dame und der West Virginia University das National Championship Game auszurichten. Der Fiesta Bowl verdrängte damit den Cotton Bowl aus der inoffiziellen „Big four“-Auswahl. Bis 1991 lehnten allerdings auch mehrere Mannschaften Einladungen zum Fiesta Bowl ab, da der Staat Arizona sich weigerte, den Martin Luther King Day als Feiertag zu übernehmen.
Im Jahr 1992 wurde der Fiesta Bowl Teil der Bowl Coalition, der Vorläuferserie der derzeit bestehenden Bowl Championship Series (BCS). Nach der Umwandlung der Bowl Coalition in die Bowl Alliance mit der Saison 1995/1996 und der damit verbundenen Einführung einer Rotation des National Championship Game zwischen den beteiligten Bowl-Spielen wurde in den Jahren 1996, 1999 und 2003 der Landesmeister erneut im Fiesta Bowl ermittelt. Im Jahr 2005 war der Fiesta Bowl das erste BCS-Bowl-Spiel, an dem eine Mannschaft aus einer nicht zur BCS gehörenden Conference teilnahm. Die Utah Utes der University of Utah, die zur damaligen Zeit der Mountain West Conference (MWC) angehörten, qualifizierten sich nach einer ungeschlagenen Saison für einen Startplatz im Fiesta Bowl. In der Folgezeit gelang dies in Jahren 2007 und 2010 auch der Mannschaft der Boise State University aus der Western Athletic Conference, in beiden Fällen ebenfalls nach einer Saison ohne eine einzige Niederlage. Der Fiesta Bowl 2010 zwischen den Boise State Broncos und den TCU Horned Frogs der Texas Christian University aus der MWC war darüber hinaus das bisher einzige BCS-Bowl-Spiel, in welchem beide Mannschaften aus Conferences kamen, die nicht zur BCS gehören.
Der Fiesta Bowl ist derzeit vertraglich gebunden, den Sieger der 1994 gegründeten Big 12 Conference einzuladen. Die Mannschaft für den zweiten Startplatz kann von den Veranstaltern frei gewählt werden.

## Kommerzielle Aspekte

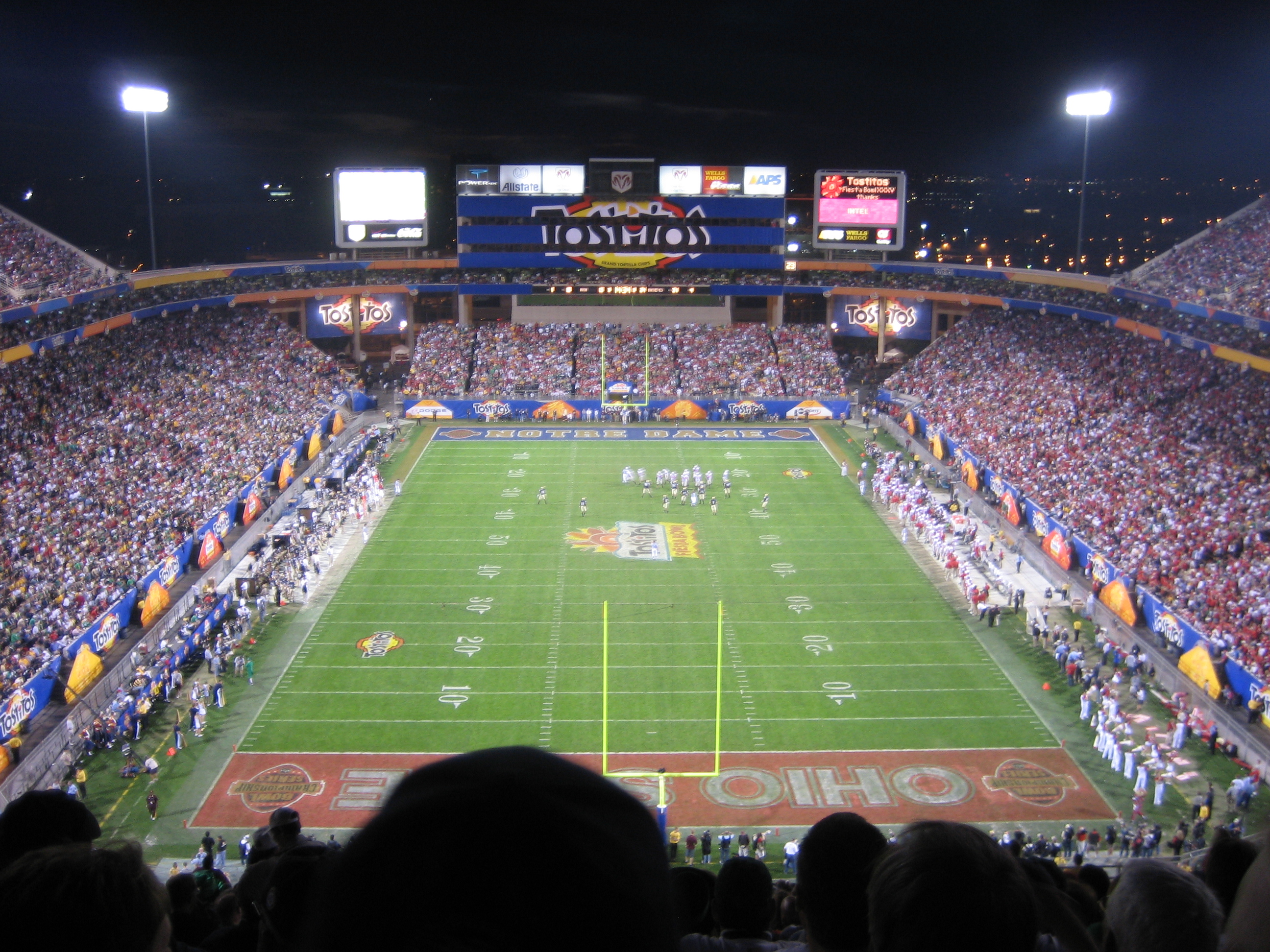
Stadionwerbung während des Fiesta Bowls 2006

Erster Hauptsponsor des Fiesta Bowls war von 1986 bis zur Einführung der Bowl Coalition im Jahr 1992 der Softdrink-Hersteller Sunkist. Von 1993 bis 1995 übernahm der Computerhard- und Softwarehersteller IBM die Rolle des Hauptsponsors, und seit 1996 nutzt die Firma Frito-Lay das Sponsoring des Fiesta-Bowl-Spiels zur Vermarktung ihrer Tostitos-Produkte. Der Fiesta Bowl führt deshalb für Werbezwecke offiziell den Namen „Tostitos Fiesta Bowl“.
Die Übertragungsrechte für den Fiesta Bowl hat, wie für die anderen Spielen der Bowl Championship Series mit Ausnahme des Rose Bowls, seit 2006 FOX. Sie zahlt für den bis mindestens 2010 laufenden Vertrag pro Spiel rund Jahr 20 Millionen US-Dollar. Von 2010 bis 2012 erfolgt die Ausstrahlung durch den amerikanischen Sportsender ESPN.
Die den teilnehmenden Mannschaften garantierte Auszahlung (team payout) beträgt wie in den anderen vier Spielen der Bowl Championship Series rund 14 bis 17 Millionen US-Dollar je Team. Die Besucherzahl liegt bei über 75.000 Zuschauern, der Fiesta Bowl war seit Mitte der 1980er Jahre in fast jedem Jahr ausverkauft. Die Einschaltquote für die Fernsehübertragung liegt je nach Auswahl der Mannschaften bei rund zwölf bis 15 Prozent.

## Häufigste Teilnehmer und Sieger
Am häufigsten im Fiesta Bowl vertreten war bisher die Mannschaft der Ohio State University mit acht Teilnahmen. Die Mannschaft der Pennsylvania State University konnte in sechs Spielen gewinnen und erreichte damit die meisten Siege im Fiesta Bowl.
Den höchsten Sieg erzielte die Mannschaft der University of Nebraska–Lincoln im Fiesta Bowl 1996 mit einem 62 zu 24 gegen die Mannschaft der University of Florida. Das punktereichste Spiel in der Geschichte des Fiesta Bowls war das 52 zu 42 zwischen den Mannschaften der University of Central Florida und der Baylor University im Januar 2014. Das Fiesta-Bowl-Spiel mit den wenigsten Punkten war das 10 zu 10 zwischen den Mannschaften der University of Arkansas und der University of California, Los Angeles im Jahr 1978.